# S-구역
s-구역(s-block)은 주기율표 상에서 알칼리 금속, 알칼리 토금속의 두 족과 수소, 헬륨으로 이루어진 부분을 의미한다. 이 구역에 속한 원소는 바닥 상태에서 가장 높은 에너지의 전자가 s-궤도에 있다. 수소와 헬륨을 제외하면, 해당 전자는 쉽게 궤도를 이탈할 수 있으며, 따라서 양이온을 형성하게 된다. 

## s-구역의 원소
- 1주기 원소 : 수소, 헬륨
- 2주기 원소 : 리튬, 베릴륨
- 3주기 원소 : 나트륨, 마그네슘
- 4주기 원소 : 칼륨, 칼슘
- 5주기 원소 : 루비듐, 스트론튬
- 6주기 원소 : 세슘, 바륨
- 7주기 원소 : 프랑슘, 라듐

- 1족 원소 : 수소, 리튬, 나트륨, 칼륨, 루비듐, 세슘, 프랑슘
- 2족 원소 : 베릴륨, 마그네슘, 칼슘, 스트론튬, 바륨, 라듐
- 18족 원소 : 헬륨

## 같이 보기
- 전자 배열